# It's a Long Way There
"It's a Long Way There" is een nummer van de Australische band Little River Band. Het nummer werd uitgebracht op hun naar de band vernoemde debuutalbum uit 1975. Op 25 oktober 1976 werd het nummer uitgebracht als de derde single van het album.

## Achtergrond
"It's a Long Way There" is geschreven door zanger en gitarist Graeham Goble en geproduceerd door de gehele band in samenwerking met Glenn Wheatley. Goble haalde de inspiratie van het nummer uit de lange weg die hij moest afleggen om de was naar zijn moeder te brengen; Goble woonde in Melbourne, terwijl zijn moeder in Adelaide woonde.
"It's a Long Way There" zorgde voor de internationale doorbraak van de band, nadat zij in Australië al twee top 20-hits hadden behaald. In hun thuisland kwam de derde single van hun debuutalbum niet verder dan de 35e positie, maar het zorgde wel voor hun eerste hit in de Verenigde Staten, met een 28e positie als hoogste notering. De Amerikanen legden met het nummer de associatie met de lange weg die hun land nog moesten afleggen om te herstellen van het destijds recente Watergateschandaal en de eveneens recente Vietnamoorlog.
In Nederland was de plaat op vrijdagavond 29 oktober 1976 Veronica Alarmschijf in haar uur zendtijd op Hilversum 3 en werd een hit in de destijds twee hitlijsten op de nationale popzender. De plaat bereikte de  13e positie in de Nederlandse Top 40 en de 14e positie in de Nationale Hitparade. In de op Hemelvaartsdag 1976 gestarte Europese hitlijst op Hilversum 3, de TROS Europarade,  werd géén notering behaald. 
In België bereikte de plaat de 28e positie in zowel de Vlaamse Ultratop 50 als de Vlaamse Radio 2 Top 30.
Sinds de allereerste editie in december 1999, staat de plaat genoteerd in de jaarlijkse NPO Radio 2 Top 2000 van de Nederlandse publieke radiozender NPO Radio 2 met  als hoogste notering een 423e positie in 2002.

## Hitnoteringen

### Nederlandse Top 40
| Hitnotering: 06-11-1976 t/m 25-12-1976 | Hitnotering: 06-11-1976 t/m 25-12-1976 | Hitnotering: 06-11-1976 t/m 25-12-1976 | Hitnotering: 06-11-1976 t/m 25-12-1976 | Hitnotering: 06-11-1976 t/m 25-12-1976 | Hitnotering: 06-11-1976 t/m 25-12-1976 | Hitnotering: 06-11-1976 t/m 25-12-1976 | Hitnotering: 06-11-1976 t/m 25-12-1976 | Hitnotering: 06-11-1976 t/m 25-12-1976 | Hitnotering: 06-11-1976 t/m 25-12-1976 |
| Week                                   | 1                                      | 2                                      | 3                                      | 4                                      | 5                                      | 6                                      | 7                                      | 8                                      |                                        |
| -------------------------------------- | -------------------------------------- | -------------------------------------- | -------------------------------------- | -------------------------------------- | -------------------------------------- | -------------------------------------- | -------------------------------------- | -------------------------------------- | -------------------------------------- |
| Positie                                | 26                                     | 20                                     | 14                                     | 13                                     | 15                                     | 22                                     | 30                                     | 37                                     | uit                                    |

### Nationale Hitparade
| Hitnotering: 13-11-1976 t/m 04-12-1976 | Hitnotering: 13-11-1976 t/m 04-12-1976 | Hitnotering: 13-11-1976 t/m 04-12-1976 | Hitnotering: 13-11-1976 t/m 04-12-1976 | Hitnotering: 13-11-1976 t/m 04-12-1976 | Hitnotering: 13-11-1976 t/m 04-12-1976 |
| Week                                   | 1                                      | 2                                      | 3                                      | 4                                      |                                        |
| -------------------------------------- | -------------------------------------- | -------------------------------------- | -------------------------------------- | -------------------------------------- | -------------------------------------- |
| Positie                                | 19                                     | 14                                     | 16                                     | 29                                     | uit                                    |

### NPO Radio 2 Top 2000
| Nummer met noteringen in de NPO Radio 2 Top 2000 | '99 | '00 | '01 | '02 | '03 | '04 | '05 | '06 | '07 | '08 | '09 | '10 | '11 | '12  | '13  | '14 | '15 | '16  | '17  | '18  | '19  | '20  | '21  | '22  | '23  | '24  |
| ------------------------------------------------ | --- | --- | --- | --- | --- | --- | --- | --- | --- | --- | --- | --- | --- | ---- | ---- | --- | --- | ---- | ---- | ---- | ---- | ---- | ---- | ---- | ---- | ---- |
| It's a Long Way There                            | 640 | 530 | 573 | 423 | 635 | 658 | 648 | 716 | 892 | 677 | 719 | 604 | 842 | 1015 | 1030 | 825 | 995 | 1166 | 1272 | 1336 | 1249 | 1201 | 1122 | 1020 | 1140 | 1127 |

1. ↑  Een vetgedrukt getal geeft de hoogste notering aan.